# 保土谷區
保土谷區（日语：／ Hodogaya ku */?）是日本神奈川縣橫濱市的18個區之一。1927年10月1日實施區制時成立。

## 地理
保土谷區位於橫濱市的中央，處於多摩丘陵的東南端。東西長5.80km、南北長7.40km。雖位於關東平原，但地形多變、最高地為今井町，海拔97.0m。
- 河川：帷子川、今井川

## 經濟

### 產業
主要產業
- 農業（盛產高麗菜、馬鈴薯）

區內大半部為住宅區，超市等商店眾多。
主要企業
- 野村綜合研究所 橫濱開發中心（神戶町）
- 古河電池 本社（星川町）
- Hungry Tiger　本部事務所（佛向町）
- PIOLAX　本社（岩井町）、橫濱技術中心（狩場町）

## 教育

### 大学
- 橫濱国立大学（常盤台校區）

### 高等学校
- 神奈川縣立商工高等学校
- 神奈川縣立保土谷高等学校
- 神奈川縣立光陵高等学校
- 橫濱市立櫻丘高等学校
- 橫濱清風高等学校

### 中学校
- 橫濱市立新井中学校
- 橫濱市立岩井原中学校
- 橫濱市立岩崎中学校
- 橫濱市立上菅田中学校
- 橫濱市立橘中学校
- 橫濱市立西谷中学校
- 橫濱市立保土谷中学校
- 橫濱市立宮田中学校

### 小学校
- 橫濱市立新井小学校
- 橫濱市立今井小学校
- 橫濱市立岩崎小学校
- 橫濱市立帷子小学校
- 橫濱市立上菅田笹之丘小学校
- 橫濱市立上星川小学校
- 橫濱市立川島小学校
- 橫濱市立權太坂小学校
- 橫濱市立坂本小学校
- 橫濱市立櫻台小学校
- 橫濱市立瀨戶谷小学校
- 橫濱市立常盤台小学校
- 橫濱市立初音丘小学校
- 橫濱市立藤塚小学校
- 橫濱市立富士見台小学校
- 橫濱市立佛向小学校
- 橫濱市立星川小学校
- 橫濱市立保土谷小学校
- 橫濱市立峯小学校

### 特別支援学校
- 橫濱市立聾啞特別支援学校
- 橫濱市立上菅田特別支援学校
- 橫濱市立浦舟特別支援学校・橫濱市民醫院院內学級
- 神奈川縣立保土谷養護学校

## 交通

### 鐵路
東日本旅客鐵道
- 橫須賀線（湘南新宿線·宇都宮線直通）：保土谷站（只限橫須賀線月台停靠）

相模鐵道
- 本線：西谷站 - 上星川站 - 和田町站 - 星川站 - 天王町站

保土谷區役所最接近星川站
東海道貨物線的橫濱羽澤站（神奈川區） - 東戶塚站（戶塚區）間通過該區，跨過相鐵上星川站西側。
- 相鐵新橫濱線（相鐵・JR直通線）：西谷站

### 公車
- 橫濱市交通局（橫濱市營巴士）
- 相鐵巴士
- 神奈川中央交通

### 道路
高速道路
- 第三京濱・首都高速神奈川2号三澤線
  - - 保土谷IC
- 首都高速神奈川3号狩場線
  - 狩場IC -
- 国道1号橫濱新道
  - 保土谷付費道路起點 - 常盤台IC - 峰岡IC - 星川IC - 藤塚IC - 新保土谷IC - 今井IC -
- 国道16号橫濱新道 -
  - 新保土谷IC - 狩場IC -
- 保土谷繞道
  - 新保土谷IC - 新櫻丘IC -

国道
- 国道466号（第三京濱）
- 国道1号（橫濱新道）
- 国道16号（保土谷繞道）

縣道
- 神奈川縣道109号青砥上星川線
- 神奈川縣道201号保土谷停車場線

## 觀光景點
- 神奈川縣立保土谷公園
- 橫濱市兒童遊樂園
- 陣下溪谷
- 權太坂
- 境木地藏尊
- 神明社
- 舊帷子橋
- 金沢横町道標四基
- 保土谷宿本陣跡
- 政子之井戶
- 北向地藏
- 清水谷戶隧道 - 現今日本最古老的鐵路隧道。

祭典
- 保土谷宿場祭

## 知名出身人物
- 原節子（女演員）
- Peeco（時尚評論家）
- 石塚英彥（藝人）
- 石井正則（搞笑藝人）
- 三橋加奈子（聲優、女演員）
- 岩堀せり（模特兒）
- 大橋秀行（拳擊手）
- 小池正晃（前職棒選手）
- 森野將彥（前職棒選手）
- 八木智哉（前職棒選手）
- 福永獎（職棒選手）
- 楽しんご（搞笑藝人）
- 寺尾聰（演員）
- 山本博（射箭選手）
- 山崎方也（搞笑藝人）
- 佐野淺夫（演員）
- 足立直義（生物攝影師）
- 剛力彩芽（女演員）
- 青柳勝（AV男優）
- 松島正一（音樂家）

## 外部連結
- OpenStreetMap上有關保土谷區的地理
- （日語） 官方网站